# Aligarh (distrikt)
Aligarh är ett distrikt i den indiska delstaten Uttar Pradesh, och hade 2 992 286 invånare år 2001 på en yta av 3 747,0 km². Det gör en befolkningsdensitet på 798,58 inv/km². Den administrativa huvudorten är staden Aligarh. De dominerande religionerna i distriktet är Hinduism (81,49 %) och Islam (17,78 %).

## Administrativ indelning
Distriktet är indelat i fem kommunliknande enheter, tehsils:
- Atrauli, Gabhana, Iglas, Khair, Koil

## Städer
Distriktets städer är huvudorten Aligarh samt Atrauli, Beswan, Chharra Rafatpur, Harduaganj, Iglas, Jalali, Jatari, Kauriaganj, Khair, Pilkhana, Qasimpur Power House Colony och Vijaigarh.
Urbaniseringsgraden låg på 28,90 procent år 2001.